# Edmond Turquet
Edmond-Henri Turquet, född den 31 maj 1836 i Senlis, död den 8 februari 1914 i Paris, var en fransk politiker.
Turquet hade under andra kejsardömet på ämbetsmannabanan avancerat till prokurator i Vervins (1867), då han 1869 nödgades avgå. Efter kejsardömets fall 1870 utmärkte han sig för stor tapperhet som frivillig i en tiraljörbataljon, blev sårad vid Malmaison (21 oktober) och invaldes februari 1871 i nationalförsamlingen, där han tillhörde republikanska unionen och 1873 slöt sig till de bonapartister, som krav de folkomröstning om statsformen. Turquet röstade 1875 till sist för den nya regeringsformen och var till 1889 ledamot av deputeradekammaren, 1879 blev Turquet understatssekreterare för de sköna konsterna i ministären Waddington och innehade samma post under Freycinet, Ferry och Brisson. Turquet var nära personlig vän till general Boulanger och åtföljde denne såväl på hans valkampanj som i landsflykten. Efter boulangismens undergång och generalens självmord blev Turquet troende katolik och ingick till sist i den helige Frans tredje orden. Turquet var vid sidan av Paul Déroulède en bland patriotligans stiftare.